# Tipula haplorhabda
Tipula haplorhabda är en tvåvingeart som beskrevs av Alexander 1935. Tipula haplorhabda ingår i släktet Tipula och familjen storharkrankar. Inga underarter finns listade i Catalogue of Life.